# Comté d'Armagnac
Pour les articles homonymes, voir Armagnac.
960–1607
Entités précédentes :
- partie du comté de Fezensac

Entités suivantes :
- domaine royal

Le comté d'Armagnac est un ancien comté gascon compris avec le comté de Fezensac dans le duché de Gascogne et avait pour capitale Lectoure.

## DuXeauXIIIesiècle
Le comté date de 960, quand les fils de Guillaume Garcès, comte de Fézensac, se partagent ses terres : le cadet, Bernard le Louche, reçoit l'Armagnac. On voit les comtes d'Armagnac faire hommage, à la fin du XIIe siècle aux comtes de Toulouse, puis directement aux rois d'Angleterre. Après avoir réuni le Fézensac à l'Armagnac par le mariage de Géraud III d'Armagnac et d'Anicelle de Fézensac, la première maison d'Armagnac s'éteint en 1215 avec Géraud IV. Son cousin Géraud de Lomagne, vicomte de Fézensaguet, lui succède et fonde la seconde maison d'Armagnac.

## XIVesiècle
Cette maison atteint toute sa prospérité au XIVe siècle, comprenant alors les comtés de Charolais, de Comminges et de Rodez.

## XVesiècle
Le comté est déclaré confisqué par Louis XI et est réuni à la Couronne de France en 1481 (la même année que la Provence). Charles VIII le rend au comte Charles Ier, dont le petit neveu et héritier, Charles IV, duc d'Alençon, épouse Marguerite d'Angoulême, sœur de François Ier.

## XVIesiècle
Ce comte d'Armagnac meurt sans héritier et son héritage passe en 1525 à Henri d'Albret, qui épouse sa veuve. Henri IV réunit le comté et la Navarre avec la Couronne en 1607. 

## XVIIesiècle
En 1645, Louis XIV le donne à Henri de Lorraine, comte d'Harcourt, dont les descendants l'ont gardé jusqu'à 1751 quand il fut définitivement réuni à la couronne.

### Sources
« Armagnac », dans Louis Charles Dezobry et Théodore Bachelet, Dictionnaire de Biographie et d’Histoire, vol. 1, Paris, 1863, p. 140-1 